# خيسوس كاسترو
خيسوس كاسترو (بالإسبانية: Jesús Castro Aguirol)‏ لاعب كرة قدم مكسيكي راحل كان يجيد اللعب في خط الهجوم .
شارك مع منتخب المكسيك في بطولة كأس العالم 1930 في الأوروغواي .

## وصلات خارجية
- خيسوس كاسترو على موقع الاتحاد الدولي (مؤرشف)  (الإنجليزية)
- خيسوس كاسترو على موقع Soccerway.com (الإنجليزية)
- خيسوس كاسترو على موقع عالم كرة القدم.نت (الإنجليزية)
- خيسوس كاسترو على موقع كووورة

- هذا السيرة الذاتية